# 켄트 공자빈 마이클
켄트 공자빈 마이클(Princess Michael of Kent, 1945년 1월 15일~)는 영국의 왕족이다. 본명은 마리 폰 라이프니츠 여남작(Baroness Marie Christine Anna Agnes Hedwig Ida von Reibnitz)으로 주데텐란트에서 태어났으며, 아버지는 오스트리아인이고 어머니는 헝가리인이었다. 
그녀는 실내장식가이자 작가이고, 강연투어를 다니며 남편인 켄트 공자 마이클의 공무를 돕기도 한다. 엘리자베스 2세를 대신해 공무를 수행한 적이 있기는 하지만, 켄트 공자와 공자빈 부부는 공식적으로는 왕실의 임무를 수행하지 않는다.
켄트 공자빈 마이클은 켄트 공자 마이클과 결혼하기 전인 1971년에 영국인 은행원 토머스 트러브리지와 결혼했으나 1977년 이혼하고, 교황의 허락하에 1978년 켄트 공자 마이클과 재혼했다. 켄트 공자빈 마이클와 결혼하면서 당시 왕위 계승 순위 15위였던 켄트 공자 마이클은 '로마 가톨릭교회 신자와 결혼한 이는 왕위계승을 할 수 없다'는 1701년 제정된 법에 따라 왕위계승권을 잃게 되었다. 그러나 자녀들은 영국 성공회이기 때문에 왕위계승권을 유지한다. 부부는 1남 1녀를 두었다. 